# Chrysorabdia viridata
Chrysorabdia viridata là một loài bướm đêm thuộc phân họ Arctiinae, họ Erebidae.